# Zimmermanniella trispora
Zimmermanniella là một chi nấm thuộc họ Phyllachoraceae. Đây là một chi đơn loài, chỉ có duy nhất một loài là Zimmermanniella trispora.